# Francis Xavier Sudartanta Hadisumarta
Francis Xavier Sudartanta Hadisumarta OCarm (ur. 13 grudnia 1932 w Ambrawie, zm. 12 lutego 2022 w Dżakarcie) – indonezyjski duchowny katolicki, biskup diecezjalny Malang 1973–1988 i Manokwari-Sorong 1988–2003.

## Życiorys
Święcenia kapłańskie otrzymał 12 lipca 1959.
1 marca 1973 papież Paweł VI mianował go biskupem diecezjalnym Malang. 16 lipca 1973 z rąk kardynała Justinusa Darmojuwono przyjął sakrę biskupią. 5 maja 1988 papież Jan Paweł II powierzył mu godność biskupa diecezjalnego Manokwari-Sorong. 30 czerwca 2003 ze względu na wiek złożył rezygnację z zajmowanej funkcji.